# 孫𩃙
孫（？—265年），字，吳景帝孫休第二子。
孫休以生僻之字為兒子起名。詔書如下：
人之有名，以相纪别，长为作字，惮其名耳。礼，名子欲令难犯易避，五十称伯仲，古或一字。今人竞作好名好字，又令相配，所行不副，此瞽字伯明者也，孤尝哂之。或师友父兄所作，或自己为；师友尚可，父兄犹非，自为最不谦。孤今为四男作名字：太子名，音如湖水湾澳之湾，字　，　音如迄今之迄；次子名，音如兕觥之觥，字　，　音如玄礥首之礥；次子名壾，壾音如草莽之莽，字昷，昷音如举物之举；次子名，音如褒衣下宽大之褒，字　，　音如有所拥持之拥。此都不与世所用者同，故钞旧文会合作之。夫书八体损益，因事而生，今造此名字，既不相配，又字但一，庶易弃避，其普告天下，使咸闻知。
264年，末帝孫皓即位封他為汝南王。265年七月，孫皓逼殺景帝朱皇后。將孫休的四個兒子送到吴小城，杀死其中兩個年長者（孫、孫）。
孙休四子
- 豫章王孫
- 汝南王孫
- 梁王孫
- 陳王孫